# Amblyodus castroi
Amblyodus castroi är en skalbaggsart som beskrevs av Paschoal Coelho Grossi 2011. Amblyodus castroi ingår i släktet Amblyodus och familjen Dynastidae. Inga underarter finns listade i Catalogue of Life.